# Деревій прямий
Деревій прямий (Achillea stricta або Achillea distans subsp. stricta) — багаторічна трав'яниста розсіяно-опушена довгими м'якими волосками рослина родини айстрових (складноцвітих).

## Морфологічний опис
Стебла прямостоячі, прості, 20—70 см заввишки. Листки яйцеподібно-довгасті, 3—25 см завдовжки і 1,5 см завширшки, тричіперисторозсічені; кінцеві частки листків ланцетні, 0,3—1 мм завширшки. Стрижень листка від середини або майже з основи — з проміжними перистонадрізаними або цілісними частками. Квітки зібрані в кошики, що утворюють стиснуте щиткоподібне суцвіття; крайові язичкові квітки маточкові, білі, серединні — трубчасті, двостатеві. Плід — сім'янка. Цвіте у липні — вересні.

## Поширення
Трапляється на галявинах у лісах на Закарпатті, в Карпатах і на Прикарпатті.
Заготівля і зберігання, хімічний склад, фармакологічні властивості і використання, лікарські форми і застосування — усе так, як у статті деревій звичайний.

## Систематика
За даними сайту The Plant List Achillea stricta є синонімом до Achillea distans subsp. stricta Janch.